# Giovanni Battista Dalla Gostena
Giovanni Battista Dalla Gostena (Voltri, 1540 circa – Genova, dicembre 1598) è stato un compositore, liutista e presbitero italiano.

## Biografia
Presbitero, allievo di Filippo de Monte, maestro della cappella del Duomo di Genova dal 1584 al 1589, negli ultimi anni della sua vita fu al servizio del principe di Piombino. Ebbe come suo allievo, il nipote Simone Molinaro.

## Le opere
- Libro de 8 madrigali con le nuove musiche da stromenti e da voce a 4, 5 voci (Genova 1572) perduto
- Il primo libro di Madrigali a 4 voci (Venezia 1582 ristampa 1596)
- Il 1° libro de madrigali a 5 voci (Venezia 1584)
- Il 1° libro delle canzonette a 4 voci (Venezia 1586)
- Il 2° libro di canzonette a 4 voci (Venezia 1589)
- Il 2° libro de madrigali a 5 voci (Venezia 1595)
- 25 fantasie e 3 chansons trascritte per liuto in Intavolatura di liuto 1° di Simone Molinaro (Venezia 1599)
- 9 madrigali (1 a 4 voci e 8 a 5 voci), 1 madrigale spirituale a 6 voci, e 3 Magnificat a 4 voci, 6 mottetti di cui 4 a 5 voci in antologie (1585 - 1612)